# Лявдинка
Лявдинка (в верховье Восточная Лявдинка) — река в Ивдельском городском округе Свердловской области России. Устье реки находится в 274 км от устья Лозьвы по левому берегу. Длина — 106 км, площадь водосборного бассейна — 682 км².
В центральной части течения имеет ширину в 12 м, глубину — 2 метра. Здесь же принимает крупнейший приток — Яшкину Речку.
Бассейн реки находится в кедрово-берёзово-еловом лесу, с преобладанием последнего. С юго-востока к реке примыкает обширное болото — Пертомская Ямга. В 63 км от устья впадает правый приток Западная Лявдинка.

## Данные водного реестра
По данным государственного водного реестра России относится к Иртышскому бассейновому округу, водохозяйственный участок реки — Тавда от истока и до устья, без реки Сосьва от истока до водомерного поста у деревни Морозково, речной подбассейн реки — Тобол. Речной бассейн реки — Иртыш.